# اکبر، باسیلان
اکبر، باسیلان (به لاتین: Akbar, Basilan) یک سکونتگاه مسکونی در فیلیپین است که در باسیلان واقع شده‌است.

## خصوصیات
اکبر ۱۸۲٫۰۱ کیلومترمربع مساحت و ۱۳٬۳۶۹ نفر جمعیت دارد.